# Gentiana urnula
Gentiana urnula là một loài thực vật có hoa trong họ Long đởm. Loài này được Harry Sm. mô tả khoa học đầu tiên năm 1961.